# Arrondissement de l'Oka
L'arrondissement de l'Oka (russe : Прио́кский райо́н, Prioksky raïon) est l'un des huit arrondissements de la ville de Nijni Novgorod en Russie. Il se trouve dans la partie dite Nagorodny de la ville.

## Situation
L'arrondissement de l'Oka se trouve dans la partie dite Nagorodny, la ville haute, sur la rive droite de l'Oka.

## Galerie

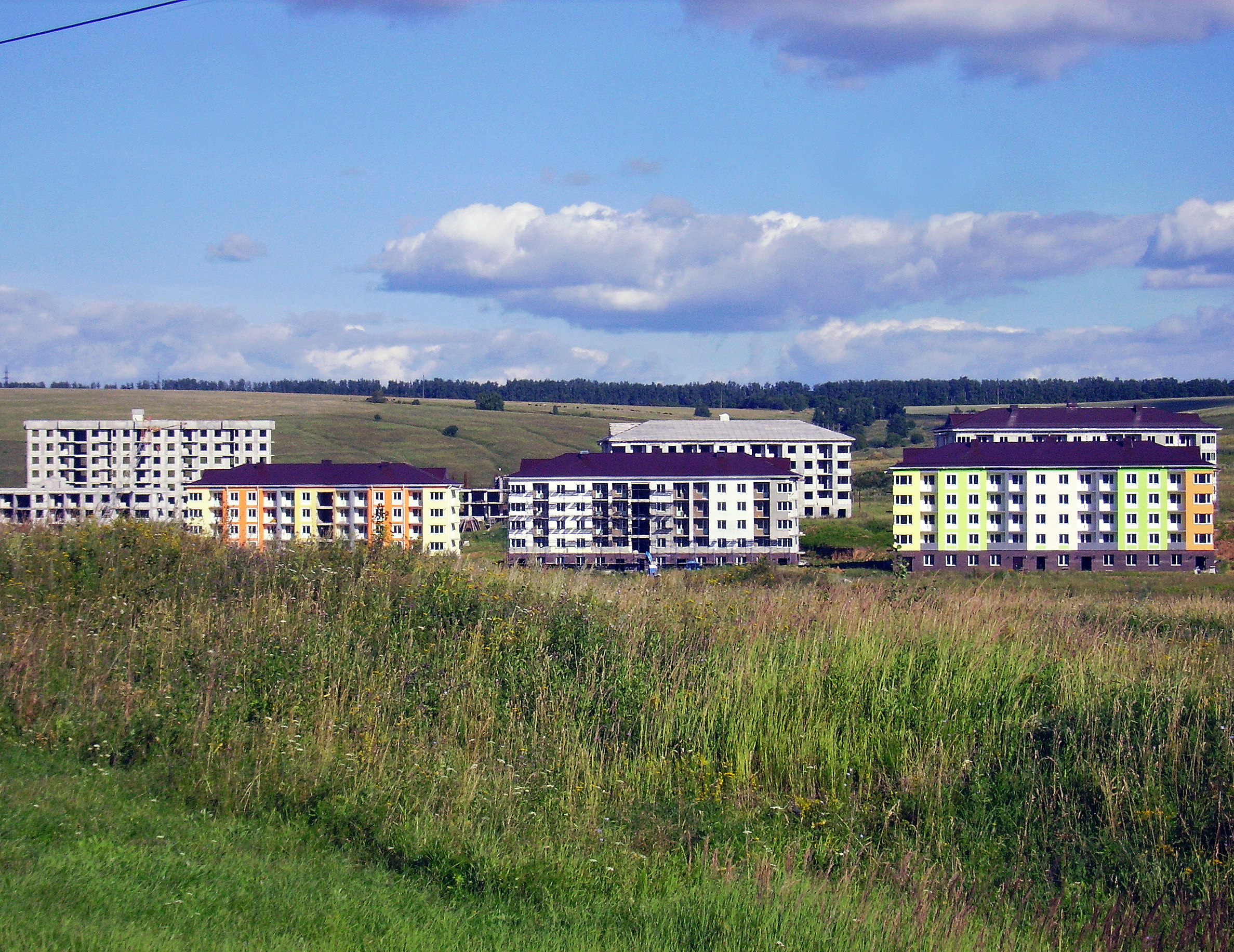
Novinki.
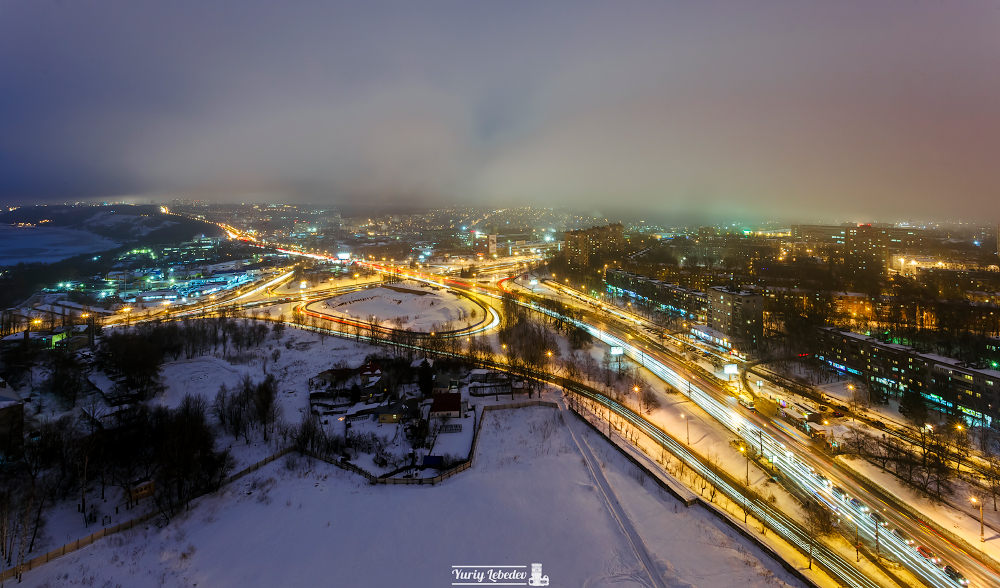
Un échangeur.
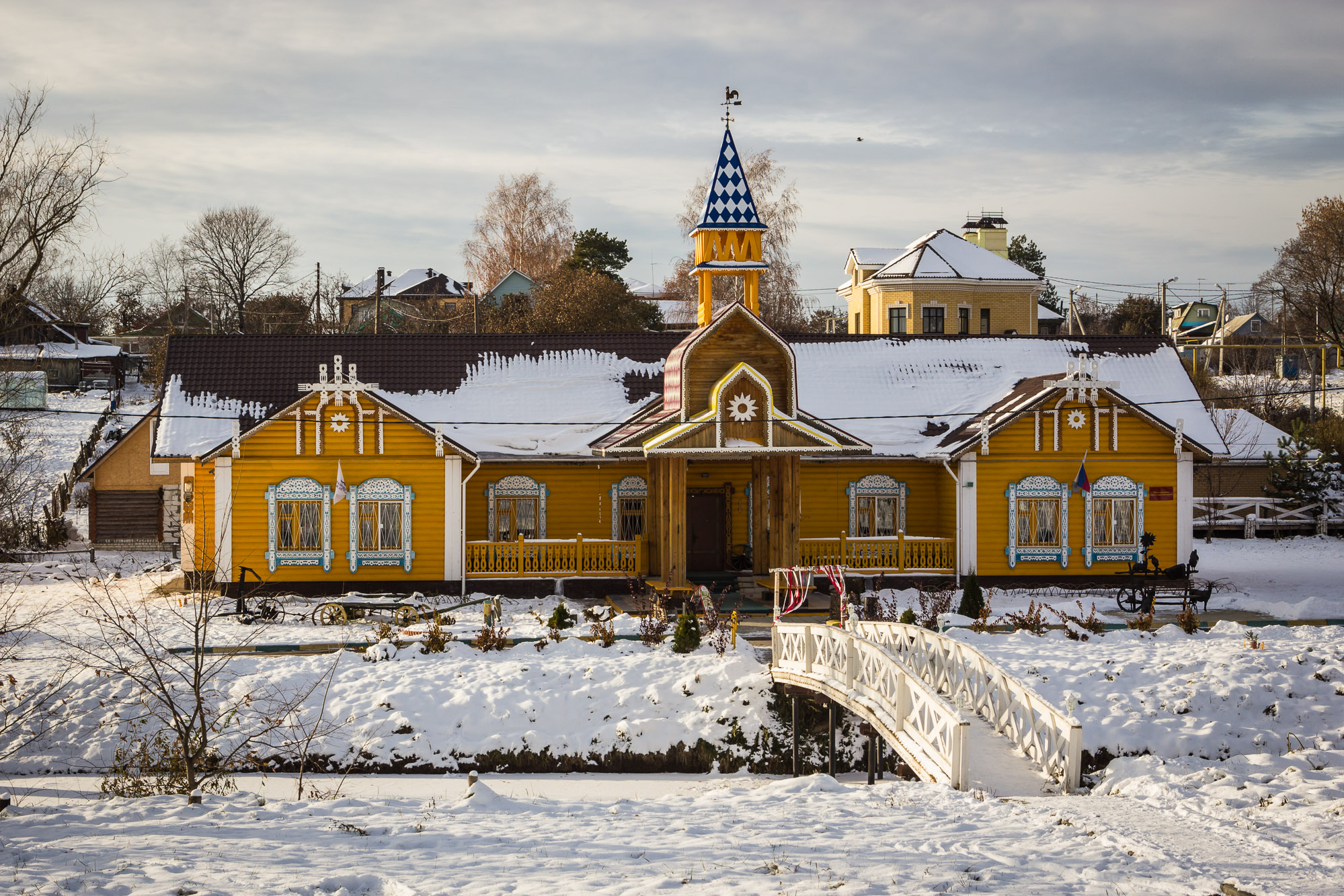
Hameau de Sartakovo.
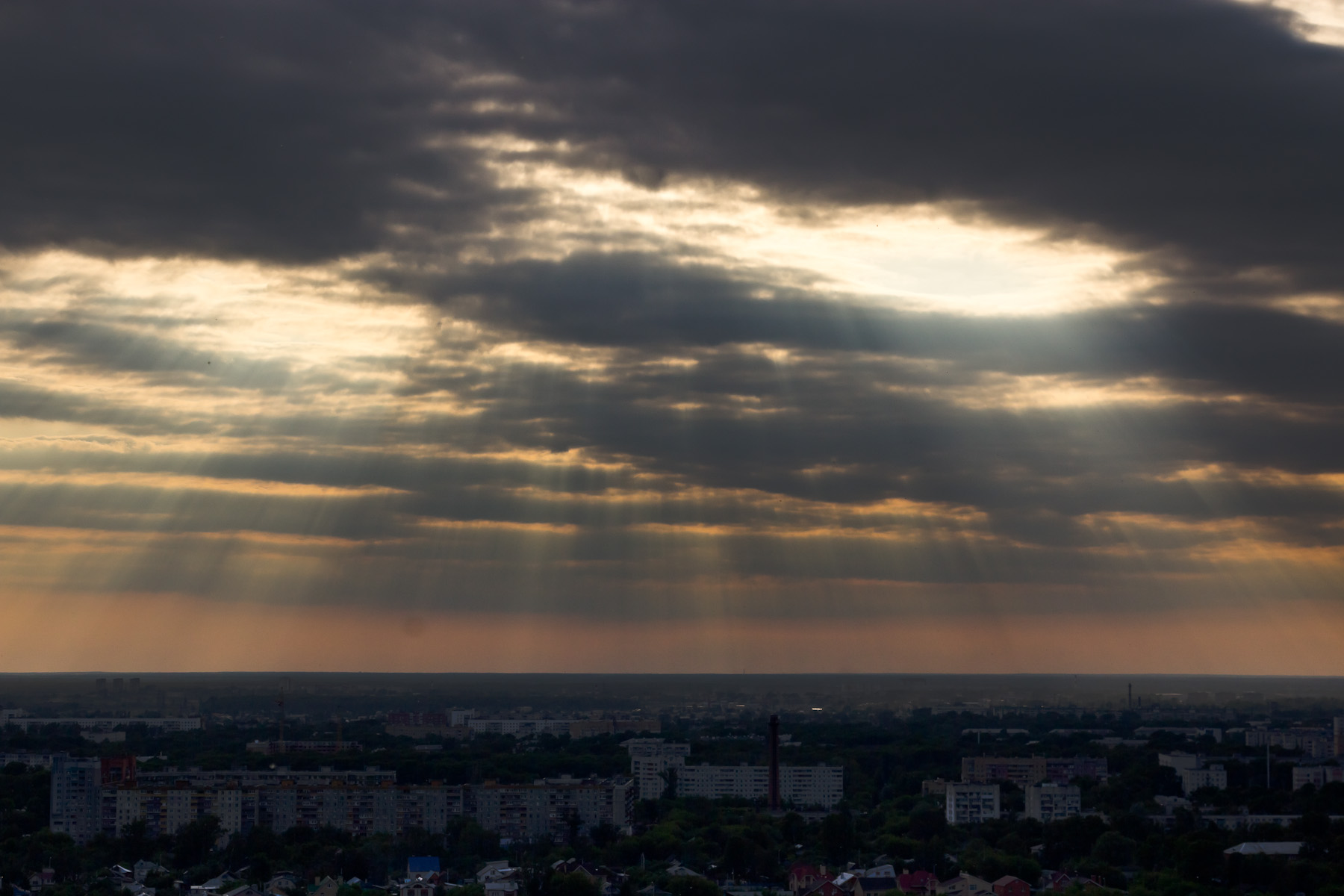
Une vue.